# Cissus fanshawei
Cissus fanshawei är en vinväxtart som beskrevs av Wild & R. B. Drumm.. Cissus fanshawei ingår i släktet Cissus och familjen vinväxter. Inga underarter finns listade i Catalogue of Life.